# Zhang Xuelei
Zhang Xuelei (張學雷S, Zhāng XuéléiP; Shenyang, 13 maggio 1963 – Taipei, 21 giugno 2024) è stato un cestista e allenatore di pallacanestro cinese con cittadinanza singaporiana.

## Carriera
Con la Cina disputò i Giochi olimpici di Seul 1988 e due edizioni dei Campionati asiatici (1985, 1987).